# Корте, Чезаре
Чезаре Корте (итал. Cesare Corte; 1550, Генуя — 11 августа 1613, Генуя) — итальянский живописец периода маньеризма генуэзской школы.

## Биография
Чезаре учился у отца, венецианского художника и алхимика Валерио Корте (1530—1580). Его мать — Оттавия София, её происхождение неизвестно. Брат — Марко Антонио, который умер очень молодым, в начале своей карьеры художника. Валерио был родом из Венеции, был знаком с Тицианом и Лукой Камбьязо, работал во Франции.
Чезаре, получив образование в области математики и литературы у отца и военной архитектуры у дяди по материнской линии, учился искусству живописи как у отца, так и, вероятно, Луки Камбьязо. По сведениям историографа Филиппо Бальдинуччи, он был востребован как художник-портретист. В молодости побывал в Лондоне и Париже.
В Генуе Чезаре Корте написал множество алтарных картин, в том числе образ Святого Петра ди Банки, поклоняющегося Деве Марии (1600) для одноимённой церкви. Для церкви Сан-Пьетро он изобразил Святого Петра у ног Мадонны; для Сан-Франческо создал алтарь капеллы принца Массы, изображающий Марию Магдалину; а для церкви Санта-Мария-дель-Кармине — изображения святых Симеона и Франциска.
Чезаре также писал портреты влиятельных лиц, однако это не уберегло его от трагедии. После его явно еретического комментария к Апокалипсису 30 декабря 1612 года он был заключён в тюрьму по приговору римской инквизиции за приверженность лютеранским верованиям, хранение протестантской литературы и подозрений в занятиями алхимией. 11 августа 1613 года в церкви Сан-Доменико он исповедовался и публично отрёкся от своих еретических убеждений. Его приговорили к пожизненному заключению, но он умер через несколько недель в тюрьме.
Сын Чезаре, Давидде, получил образование у художника Доменико Фьязеллы. Давидде умер в 1657 году во время эпидемии чумы. Учениками Чезаре Корте были Бернардо Строцци и Лучано Борцоне.

## Галерея

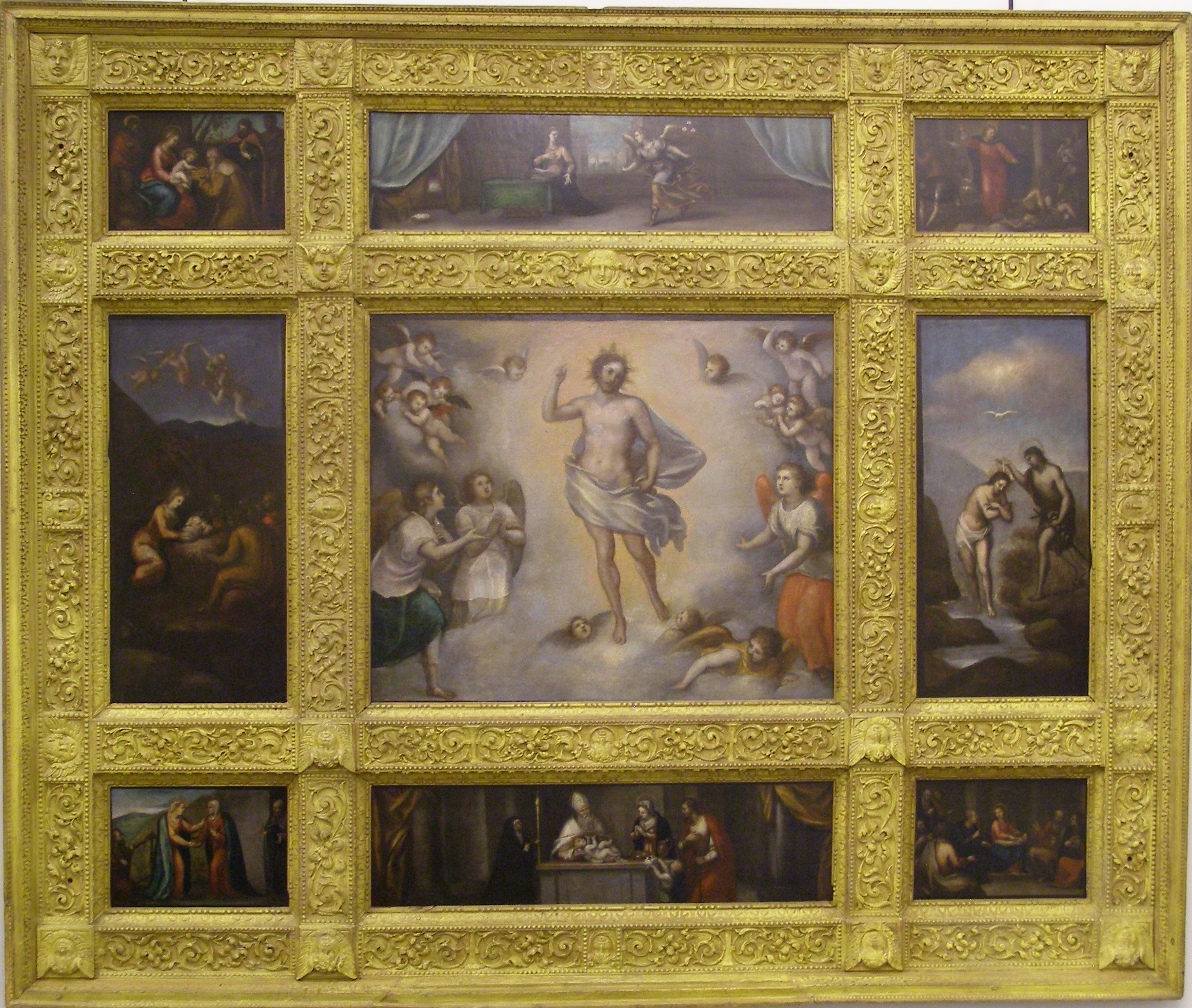
История жизни Христа. Плафон Палаццо Бьянко. Палацци-деи-Ролли, Генуя
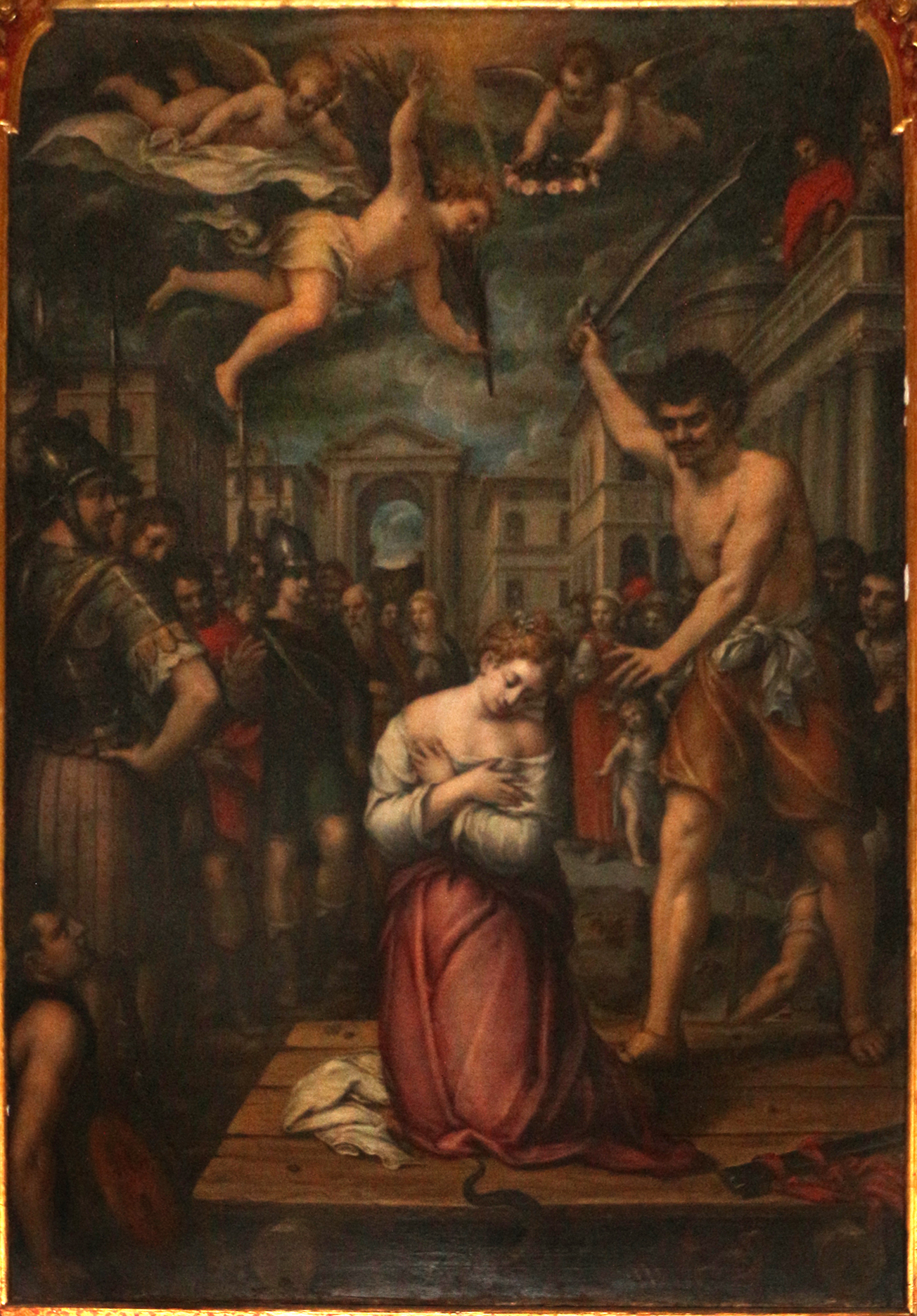
Мученичество Святой Маргериты Антиохийской. Церковь Санта-Мария-ин-Порто, Равенна
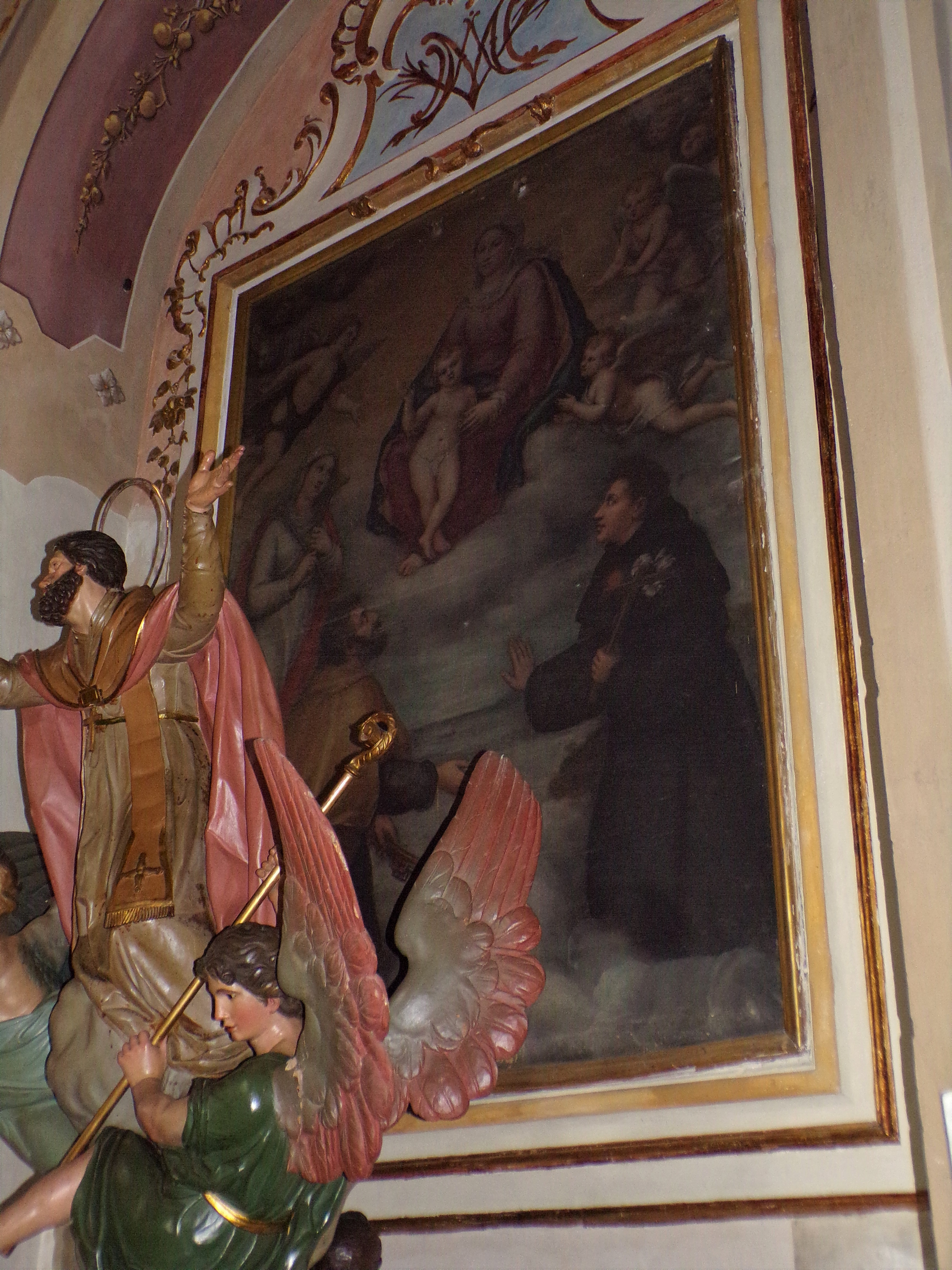
Дева Мария с Младенцем между святыми Бриджидой, Пе и Николаем Толентинским. Церковь Сан-Мартино, Тойрано, Лигурия